# Rowin van Zaanen
Rowin van Zaanen (Amsterdam, 18 settembre 1984) è un ex calciatore olandese, di ruolo attaccante.

## Carriera
Ha giocato nel Volendam dal 2002 al 2010 (cinque stagioni in Eerste Divisie e due in Eredivisie). Dal 2010 è un giocatore del Willem II Tilburg.